# Born Slippy
Born Slippy – utwór zespołu Underworld, wydany jako singiel w 1995 roku. Światową popularność zyskał w wersji „Born Slippy .NUXX”, wydanej 1 lipca 1996 roku, po tym jak został wykorzystany na ścieżce dźwiękowej filmu  Trainspotting. Doszedł do 2. miejsca na UK Singles Chart.

## Historia
Jak wspominał Karl Hyde, utwór powstał w ciągu jednej nocy. Było to w czasie, gdy miał on zwyczaj chodzić na drinka w Soho. Zajmował się też fotografią, więc przy okazji tych wizyt przechadzał się po dzielnicy z notesem i aparatem obserwując wydarzenia.

Wszystkie teksty zostały napisane tamtej nocy. Pijak widzi świat we fragmentach i chciałem to odtworzyć. Zainspirował mnie album Lou Reeda New York i Motel Chronicles Sama Sheparda. (…). Rick [Smith] wymyślił rytm, a ja zacząłem śpiewać. Wokale zostały zrobione w jednym ujęciu. Kiedy traciłem miejsce, powtarzałem ten sam wers; dlatego brzmi on: „lager, lager, lager, lager”. Kiedy pierwszy raz zagraliśmy to na żywo, ludzie podnieśli swoje puszki z piwem, a ja byłem przerażony, bo wciąż byłem głęboko w alkoholizmie. To wcale nie miał być hymn o piciu, to było wołanie o pomoc. Born Slippy (…) to był chart, na którym wygraliśmy pieniądze.

Utwór zyskał światową popularność w wersji „Born Slippy .NUXX”, po tym jak został wykorzystany na ścieżce dźwiękowej filmu  Trainspotting w reżyserii Danny’ego Boyle’a z 1996 roku. Doszedł do 2. miejsca na UK Singles Chart. Reżyser nazwał utwór „tętnem” filmu, „oddającym euforyczne wzloty po intensywnych upadkach”. „Born Slippy .NUXX” powrócił w 2003 roku na brytyjskie listy przebojów, kiedy został ponownie wydany z nowymi remiksami.

## Wydanie

### Born Slippy
„Born Slippy” został wydany jako singiel 1 maja 1995 roku w (Wielkiej Brytanii) nakładem Junior Boy’s Own oraz w Stanach Zjednoczonych nakładem Wax Trax! i TVT

### Born Slippy .NUXX
„Born Slippy .NUXX” został wydany jako singiel 1 lipca 1996 roku w (Wielkiej Brytanii) nakładem Junior Boy’s Own oraz w USA nakładem Wax Trax! i TVT.

### Lista utworów – Born Slippy
| A. | Born Slippy       |  |
|    |                   |  |
| B. | Born Slippy .NUXX |  |
|    |                   |  |

| A.  | Born Slippy            | 8:29  |
|     |                        |       |
| B1. | Born Slippy .NUXX      | 9:44  |
|     |                        |       |
| B2. | Born Slippy .TELEMATIC | 9:37  |
|     |                        |       |
|     |                        | 27:50 |
|     |                        |       |

### Lista utworów – Born Slippy .NUXX
| A.  | Born Slippy .NUXX                    | 11:33 |
|     |                                      |       |
| B1. | Born Slippy .NUXX (Darren Price Mix) | 6:27  |
|     |                                      |       |
| B2. | Banstyle (Alex Reece Mix)            | 5:38  |
|     |                                      |       |
|     |                                      | 23:38 |
|     |                                      |       |

| 1. | Born Slippy .NUXX                      | 11:37 |
|    |                                        |       |
| 2. | Born Slippy .NUXX (Deep Pan)           | 9:59  |
|    |                                        |       |
| 3. | Born Slippy .NUXX (Darren Price Mix)   | 6:31  |
|    |                                        |       |
| 4. | Born Slippy .NUXX (Darren Price Remix) | 8:11  |
|    |                                        |       |
| 5. | Born Slippy .NUXX (Short)              | 4:23  |
|    |                                        |       |
| 6. | Dark + Long (Dark Train)               | 10:24 |
|    |                                        |       |
| 7. | Banstyle (Alex Reece Mix)              | 5:38  |
|    |                                        |       |
|    |                                        | 56:43 |
|    |                                        |       |

Na rynku ukazało się w 1996 roku kilkadziesiąt różnych wersji tego wydawnictwa.

## Odbiór

### Opinie krytyków
„Born Slippy .NUXX stał się jedną z największych tanecznych piosenek lat 90. i pozostaje nieodzownym elementem koncertów zespołu” – uważa Sean T. Collins z magazynu Stereogum.
Brytyjski magazyn Music Week określił utwór jako „hymn pokolenia”.
Tim DiGravina z AllMusic ocenia, iż „trzypiosenkowe wydanie Born Slippy zwodniczo zawiera prawie 30 minut muzyki. Niestety, poza parkietem, dwa z tych utworów są chyba zbyt trudne do zniesienia. Najlepszy moment Born Slippy, czy też najlepsze dziesięć minut, znajduje się w .NUXX. Utwór ten jest po prostu jednym z najlepszych kawałków elektroniki, jakie można znaleźć.
Danny Boyle określił „Born Slippy .NUXX” jako „idealne crescendo” filmu Trainspotting. Zarazem dzięki filmowi „Born Slippy” stał się jednym z najbardziej ikonicznych utworów lat 90..
Według Paula Lestera z dziennika The Guardian „'Born Slippy' zespołu Underworld i 'To Here Knows When' My Bloody Valentine sprawiły, że dziwne, taneczne dźwięki znalazły się wysoko na listach przebojów, a ten pierwszy osiągnął numer dwa, co było częstym miejscem dla freaky popu”.

### Klasyfikacje
2004 – 4. miejsce „Born Slippy” na liście Największych tanecznych utworów wszech czasów, ustalonej w głosowaniu czytelników magazynu Mixmag.
2010 – 31. miejsce „Born Slippy .NUXX” na liście Najlepszych nagrań lat 90. magazynu Pitchfork.
2011 – 95. miejsce „Born Slippy .NUXX” na liście 100 najlepszych singli lat 90. magazynu Slant.
2014 – 261. miejsce „Born Slippy” na liście 500 największych piosenek wszech czasów magazynu NME.
| Kraj              | Lista                      | Pozycja |
| ----------------- | -------------------------- | ------- |
| Australia         | ARIA Charts                | 20      |
| Austria           | Ö3 Austria Top 40          | 20      |
| Belgia            | Ultratop (Flandria)        | 4       |
| Belgia            | Ultratop (Walonia)         | 18      |
| Europa            | European Hot 100           | 7       |
| Finlandia         | Suomen virallinen lista    | 17      |
| Holandia          | Dutch Top 40               | 28      |
| Holandia          | Dutch Single Top 100       | 30      |
| Irlandia          | Top 100 Singles            | 5       |
| Islandia          | Íslenski listinn           | 3       |
| Niemcy            | Offizielle Deutsche Charts | 13      |
| Stany Zjednoczone | Dance Club Songs           | 33      |
| Szkocja           | Scottish Singles Chart     | 2       |
| Szwecja           | Sverigetopplistan          | 51      |
| Wielka Brytania   | UK Singles Chart           | 2       |
| Wielka Brytania   | UK Dance Singles           | 2       |
| Włochy            | Hit Parade Italia          | 1       |

| Kraj    | Lista         | Pozycja |
| ------- | ------------- | ------- |
| Japonia | Japan Hot 100 | 98      |

| Kraj     | Lista                      | Pozycja |
| -------- | -------------------------- | ------- |
| Belgia   | Ultratop (Flandria)        | 51      |
| Belgia   | Ultratop (Walonia)         | 73      |
| Europa   | European Hot 100           | 53      |
| Islandia | Íslenski listinn           | 33      |
| Niemcy   | Offizielle Deutsche Charts | 81      |

| Kraj   | Lista             | Pozycja |
| ------ | ----------------- | ------- |
| Włochy | Hit Parade Italia | 4       |

## Born Slippy .NUXX 2003
Born Slippy .NUXX 2003 – wersja Born Slippy .NUXX wydana ponownie przez Underworld razem z albumem kompilacyjnym Underworld 1992–2002. Dla tego wydawnictwa zrealizowano również nowy teledysk, skompilowany przez Danny’ego Boyle’a z fragmentów jego filmu Trainspotting. Wydawnictwo doszło na początku listopada 2003 roku do 1. miejsca na UK Dance Singles Chart. 7 stycznia 2022 roku zyskało status platynowej płyty BPI.  

### Wersja brytyjska
Lista według Discogs:  
| 1. | Born Slippy .NUXX                      | 11:38 |
|    |                                        |       |
| 2. | Born Slippy .NUXX (Deep Pan)           | 10:00 |
|    |                                        |       |
| 3. | Born Slippy .NUXX (Darren Price Mix)   | 6:32  |
|    |                                        |       |
| 4. | Born Slippy .NUXX (Darren Price Remix) | 8:09  |
|    |                                        |       |
|    |                                        | 36:19 |
|    |                                        |       |

### Wersja amerykańska
Lista według Discogs:  
| A. | Born Slippy Nuxx (Paul Oakenfold Mix) współproducent – Ian Green | 8:11  |
|    |                                                                  |       |
| B. | Born Slippy Nuxx (2003 12" Version)                              | 7:01  |
|    |                                                                  |       |
|    |                                                                  | 15:12 |
|    |                                                                  |       |
Wydana 27 października 2003

### Wersja VHS
Lista według Discogs:
| 1. | Born Slippy (Danny Boyle 2003 Edit) | 3:58  |
|    |                                     |       |
|    |                                     | 03:58 |
|    |                                     |       |

### Listy tygodniowe
| Kraj              | Lista                        | Pozycja |
| ----------------- | ---------------------------- | ------- |
| Belgia            | Ultratop (Flandria)          | 13      |
| Stany Zjednoczone | Dance Club Songs             | 9       |
| Szkocja           | Scottish Singles Chart       | 24      |
| Wielka Brytania   | UK Singles Chart             | 27      |
| Wielka Brytania   | UK Dance Singles             | 1       |
| Wielka Brytania   | UK Independent Singles Chart | 4       |
| Włochy            | FIMI                         | 44      |

### Certyfikaty i sprzedaż
- Wielka Brytania (BPI): platynowa płyta (7 stycznia 2022)[50]